# Plantoide
Un plantoide es un robot u organismo sintético diseñado para asemejarse a una planta en aspecto, características o funcionamiento. El concepto fue dado a conocer en la comunidad científica en 2010, aunque ya existían modelos de sistemas comparables controlados por redes neurales desde 2003. Aunque permanece dentro del ámbito teórico, la Agencia Espacial Europea mantiene un proyecto en desarrollo.
Un plantoide incorporaría una estructura inherentemente distribuida, consistente en módulos autónomos y especializados basados en las respectivas partes de la planta. Se ha propuesto tomar el modelo de la caliptra para generar una inteligencia de enjambre rudimentaria.

## En la ficción
A diferencia de conceptos relacionados como los androides o los animales robóticos, los plantoides son relativamente raros de encontrar en la ciencia ficción. Algunos ejemplos son la novela Hearts, Hands and Voices de Ian McDonald y la serie de televisión japonesa Jikuu Senshi Spielban.